# Alvin Sargent
Pour les articles homonymes, voir Sargent.
Alvin Sargent, né Alvin Supowitz le 12 avril 1927 à Philadelphie en Pennsylvanie et mort le 9 mai 2019 à Seattle (État de Washington), est un scénariste et acteur américain.

## Filmographie

### comme scénariste
- 1966 : Un hold-up extraordinaire (Gambit)
- 1968 : L'Homme sauvage (The Stalking Moon)
- 1969 : The Sterile Cuckoo
- 1970 : Le Pays de la violence (I Walk the Line), de John Frankenheimer
- 1971 : The Impatient Heart (TV)
- 1972 : Footsteps (TV)
- 1972 : De l'influence des rayons gamma sur le comportement des marguerites (The Effect of Gamma Rays on Man-in-the-Moon Marigolds)
- 1973 : Love and Pain and the Whole Damn Thing
- 1973 : La Barbe à papa (Paper Moon)
- 1976 : Une étoile est née (A Star Is Born)
- 1977 : Bobby Deerfield
- 1977 : Julia de Fred Zinnemann
- 1980 : Des gens comme les autres (Ordinary People)
- 1987 : Cinglée (Nuts)
- 1988 : Nicky et Gino (Dominick and Eugene), de Robert Malcolm Young
- 1990 : La Fièvre d'aimer (White Palace)
- 1991 : Larry le liquidateur (Other People's Money)
- 1992 : Héros malgré lui (Hero)
- 1996 : Bogus
- 1999 : Ma mère, moi et ma mère (Anywhere But Here)
- 2002 : Infidèle (Unfaithful)
- 2004 : Spider-Man 2
- 2007 : Spider-Man 3
- 2012 : The Amazing Spider-Man

### comme acteur
- 1953 : Tant qu'il y aura des hommes (From Here to Eternity) de Fred Zinnemann : Nair

## Distinctions
- Oscar du meilleur scénario adapté en 1977 pour Julia de Fred Zinnemann
- Oscar du meilleur scénario adapté en 1980 pour Des gens comme les autres de Robert Redford